# Soling i segling vid olympiska sommarspelen 1984
Soling i segling vid olympiska sommarspelen 1984 avgjordes 31 juli–8 augusti 1984 i Los Angeles.

### Daglig ställning

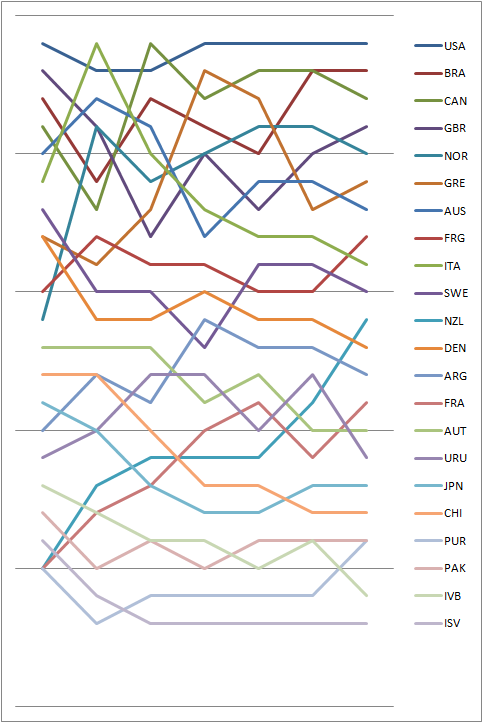
En graf som visar de dagliga ställningarna i soling vid olympiska sommarspelen 1984.

## Medaljörer
| Event  | Guld                                     | Silver                                             | Brons                                     |
| Soling | USA Ed Trevelyan Robbie Haines Rod Davis | Brasilien Torben Grael Daniel Adler Ronaldo Senfft | Kanada Hans Fogh Stephen Calder John Kerr |

## Resultat
| Plac. | Styrman (Land)              | Besättning                                      | Lopp I | Lopp I | Lopp II | Lopp II | Lopp III | Lopp III | Lopp IV | Lopp IV | Lopp V | Lopp V | Lopp VI | Lopp VI | Lopp VII | Lopp VII | Totalt- poäng | Totalt -1 |
| Plac. | Styrman (Land)              | Besättning                                      | Plac.  | Poäng  | Plac.   | Poäng   | Plac.    | Poäng    | Plac.   | Poäng   | Plac.  | Poäng  | Plac.   | Poäng   | Plac.    | Poäng    | Totalt- poäng | Totalt -1 |
| ----- | --------------------------- | ----------------------------------------------- | ------ | ------ | ------- | ------- | -------- | -------- | ------- | ------- | ------ | ------ | ------- | ------- | -------- | -------- | ------------- | --------- |
| 1     | Robbie Haines (USA)         | Rod Davis Edward Trevelyan                      | 1      | 0,0    | 9       | 15,0    | 3        | 5,7      | 5       | 10,0    | 1      | 0,0    | 2       | 3,0     | DNS      | 29,0     | 62,7          | 33,7      |
| 2     | Torben Grael (BRA)          | Daniel Adler Ronaldo Senfft                     | 3      | 5,7    | 7       | 13,0    | 2        | 3,0      | 10      | 16,0    | 10     | 16,0   | 1       | 0,0     | 3        | 5,7      | 59,4          | 43,4      |
| 3     | Hans Fogh (CAN)             | Steve Calder John Kerr                          | 4      | 8,0    | 6       | 11,7    | 1        | 0,0      | 8       | 14,0    | 5      | 10,0   | 5       | 10,0    | 5        | 10,0     | 63,7          | 49,7      |
| 4     | Christopher Law (GBR)       | Edward Leask Jeremy Richards                    | 2      | 3,0    | 8       | 14,0    | 13       | 19,0     | 2       | 3,0     | YMP    | 16,0   | 3       | 5,7     | 7        | 13,0     | 73,7          | 54,7      |
| 5     | Dag Halfdan Usterud (NOR)   | Borre Skui Stein Lund Halvorsen                 | 11     | 17,0   | 1       | 0,0     | 8        | 14,0     | 4       | 8,0     | 3      | 5,7    | 7       | 13,0    | DSQ      | 29,0     | 86,7          | 57,7      |
| 6     | Anastasios Bountouris (GRE) | Dimitrios Deligiannis George Spiridis           | 8      | 14,5   | 5       | 10,0    | 4        | 8,0      | 1       | 0,0     | 6      | 11,7   | DNF     | 29,0    | 9        | 15,0     | 88,2          | 59,2      |
| 7     | Gary Sheard (AUS)           | Tim Dorning Dean Gordon                         | 5      | 10,0   | 3       | 5,7     | 5        | 10,0     | 15      | 21,0    | 4      | 8,0    | 11      | 17,0    | 6        | 11,7     | 83,4          | 62,4      |
| 8     | Willy Kuhweide (FRG)        | Dr, Axel May Eckhard Loll                       | 10     | 16,0   | 4       | 8,0     | 9        | 15,0     | 9       | 15,0    | 15     | 21,0   | 8       | 14,0    | 2        | 3,0      | 92,0          | 71,0      |
| 9     | Gianluca Lamaro (ITA)       | Valerio Romano Aurelio Dalla Vecchia            | 6      | 11,7   | 2       | 3,0     | 10       | 16,0     | 7       | 13,0    | 9      | 15,0   | 9       | 15,0    | 12       | 18,0     | 91,7          | 73,7      |
| 10    | Magnus Grävare (SWE)        | Martin Grävare Eric Wallin                      | 7      | 13,0   | 10      | 16,0    | 11       | 17,0     | YMP     | 20,0    | 2      | 3,0    | 4       | 8,0     | 11       | 17,0     | 94,0          | 74,0      |
| 11    | Tom Dodson (NZL)            | Simon Daubney Aran Hansen                       | RET    | 29,0   | 12      | 18,0    | 17       | 23,0     | 11      | 17,0    | 13     | 19,0   | 6       | 11,7    | 1        | 0,0      | 117,7         | 88,7      |
| 12    | Jesper Bank (DEN)           | Thomas Andersen Jan Dupont Mathiasen            | 8      | 14,5   | 13      | 19,0    | 7        | 13,0     | 12      | 18,0    | 7      | 13,0   | 12      | 18,0    | 10       | 16,0     | 111,5         | 92,5      |
| 13    | Pedro Ferrero (ARG)         | Carlos Sanguinetti Alberto Llorens              | 15     | 21,0   | 15      | 21,0    | 12       | 18,0     | 3       | 5,7     | 14     | 20,0   | 17      | 23,0    | 4        | 8,0      | 116,7         | 93,7      |
| 14    | Patrick Haegeli (FRA)       | Michel Audoin Philippe Massu                    | RET    | 29,0   | 14      | 20,0    | 16       | 22,0     | 6       | 11,7    | 8      | 14,0   | DSQ     | 29,0    | 8        | 14,0     | 139,7         | 110,7     |
| 15    | Michael Farthofer (AUT)     | Christian Holler Richard Holler                 | 12     | 18,0   | 11      | 17,0    | 14       | 20,0     | 14      | 20,0    | 11     | 17,0   | RET     | 29,0    | 15       | 21,0     | 142,0         | 113,0     |
| 16    | Bernd Knuppel (URU)         | Alejand Ferreiro De Nava Enrique Dupont Galione | 16     | 22,0   | 16      | 22,0    | 6        | 11,7     | 13      | 19,0    | 17     | 23,0   | 13      | 19,0    | 17       | 23,0     | 139,7         | 116,7     |
| 17    | Takaharu Hirozawa (JPN)     | Minoru Okita Takumi Fujiwara                    | 14     | 20,0   | 18      | 24,0    | 21       | 27,0     | 16      | 22,0    | 16     | 22,0   | 10      | 16,0    | 14       | 20,0     | 151,0         | 124,0     |
| 18    | Louis Herman (CHI)          | Jorge Zvazola Manuel Gonzalez                   | 13     | 19,0   | 17      | 23,0    | 15       | 21,0     | 20      | 26,0    | 19     | 25,0   | 15      | 21,0    | 13       | 19,0     | 154,0         | 128,0     |
| 19    | Eric Tulla (PUR)            | Jerry Pignolet Ronnie Ramos                     | DNF    | 29,0   | 19      | 25,0    | 19       | 25,0     | 21      | 27,0    | 20     | 26,0   | 14      | 20,0    | 16       | 22,0     | 174,0         | 145,0     |
| 20    | Khalid Akhtar (PAK)         | Adnan Yousoof Naseem Khan                       | 18     | 24,0   | 21      | 27,0    | 18       | 24,0     | 19      | 25,0    | 18     | 24,0   | 18      | 24,0    | 18       | 24,0     | 172,0         | 145,0     |
| 21    | Robin Tattersall (IVB)      | Keith Thomas Elvet Meyers                       | 17     | 23,0   | 20      | 26,0    | 20       | 26,0     | 18      | 24,0    | 21     | 27,0   | 16      | 22,0    | 19       | 25,0     | 173,0         | 146,0     |
| 22    | Jean Braure (ISV)           | Kirk Grybowski Marlon Singh                     | 19     | 25,0   | 22      | 28,0    | 22       | 28,0     | 22      | 28,0    | 22     | 28,0   | 19      | 25,0    | 20       | 26,0     | 188,0         | 160,0     |